# شوزو ایزوکا
شوزو ایزوکا (انگلیسی: Shōzō Iizuka; ۲۳ مهٔ ۱۹۳۳ – ۱۵ فوریهٔ ۲۰۲۳) صداپیشه، و بازیگر اهل ژاپن بود. وی بین سال‌های ۱۹۵۰ تا ۲۰۲۳ میلادی فعالیت می‌کرد.
از فیلم‌ها یا برنامه‌های تلویزیونی که وی در آن نقش داشته‌است می‌توان به مبارز خیابانی ۲: فیلم پویانمایی، بازیگر هزاره اشاره کرد.